# Original Sin (livre)
Pour les articles homonymes, voir Original Sin.
Original Sin est un livre paru le 20 mai 2025 aux États-Unis qui révèle comment l'entourage de Joe Biden aurait tenté de cacher son état de santé et ses difficultés cognitives.

## Contenu
Écrit par les journalistes Jake Tapper de CNN et Alex Thompson d'Axios, Original Sin est un livre paru le 20 mai 2025 aux États-Unis qui révèle comment l'entourage de Joe Biden a tenté de cacher son état de santé et ses difficultés cognitives. Les auteurs confient avoir interviewé plus de 200 personnes dans le cadre de cette enquête, principalement des personnalités démocrates, mais dont un nombre très réduit ont accepté d'être cité. Des membres du Congrès, des membres du personnel de la Maison-Blanche et des initiés de la campagne électorale font partie des personnes interrogées. Le représentant démocrate de l'Illinois Mike Quigley, une des rares sources citées nommément, trace un parallèle entre les capacités physiques de M. Biden lors d'un voyage en Irlande, et celles de son père quand il était en phase terminale de la maladie de Parkinson.

## Réception
Le livre a reçu des critiques élogieuses dans le New York Times, le Washington Post et le Los Angeles Times,,. Tyler Austin Harper, du magazine The Atlantic, a comparé le déclin de Biden à celui du personnage principal de la pièce de Shakespeare Le Roi Lear. David Smith, du Guardian, a déclaré que le livre « présente un portrait cinglant d'un président coupé de la réalité ». Norman Solomon, du magazine The Nation, a fait l'éloge de cet ouvrage, tout en recommandant de considérer certaines parties avec un certain scepticisme, car elles s'appuient sur des sources anonymes et parfois sur des ouï-dire.
Le livre a également fait l'objet de nombreuses critiques. Un porte-parole de l'équipe de Biden a critiqué le livre, le qualifiant d'« une démarche visant à faire du profit », et a déclaré : « Nous continuons d'attendre tout élément qui montre où Joe Biden a dû prendre une décision présidentielle, où la sécurité nationale a été menacée ou où il n'a pas été en mesure de faire son travail. ». La petite-fille de Biden, Naomi Biden, a déclaré que ce livre « n'est qu'un ramassis de mensonges sans originalité et sans inspiration, écrits par des journalistes irresponsables qui cherchent à se faire de l'argent facile ».